# Mikica Maštrović
Mikica Maštrović (20. listopada 1951.), hrvatska povjesničarka umjetnosti, muzeologinja, knjižničarka i visoka kulturna dužnosnica

## Životopis
Rođena 1951. godine. U Zadru je završila osnovnu školu, opću gimnaziju te na Filozofskom fakultetu diplomirala povijest umjetnosti i filozofiju 1976. godine. Od godine 1978. neprekidno je zaposlena u Nacionalnoj i sveučilišnoj knjižnici u Zagrebu, prvo u Odsjeku za katalogizaciju omeđenih publikacija, zatim u Odsjeku za tekuću bibliografiju knjiga tiskanih u Hrvatskoj, potom kao kustosica u Grafičkoj zbirci. 1988. godine položila je stručni ispit iz knjižničarstva. Od 1994. godine voditeljica je Grafičke zbirke u Nacionalnoj i sveučilišnoj knjižnici. Magistrirala je u Zagrebu na Filozofskom fakultetu te 2012. doktorirala iz polja informacijskih znanosti – smjer muzeologija. U Grafičkoj zbirci NSK pokrenula je izdavačku djelatnost. Najviše se izrađuje grafičke mape renomiranih hrvatskih grafičara. Za neke od mapa je pisala tekst a na svima je urednica. Supokretačica časopisa Grafike. Vodila je i uređivala razne izložbe. U dugom vremenskom razdoblju članica je brojnih povjerenstava za odabir radova i dodjelu nagrada. Surađuje na Hrvatskome biografskom leksikonu i Hrvatskoj likovnoj enciklopediji. Autorica je mnogih znanstvenih i stručnih radova. Izravna sudionica nabave dvaju vrlo vrijednih Klovićevih crteža te u nabavi 525 strip-crteža Andrije Maurovića, što je ujedno i najveća zbirka njegovih crteža u Hrvatskoj, koja obuhvaća Maurovićeve najznačajnije stripove. Autorica je Hrvatske grafike, knjige koja je prvi sustavni pregled hrvatske grafike.
Predsjedavala je Vijećem za likovne umjetnosti Ministarstva kulture Republike Hrvatske. Članica je Vijeća za kulturna dobra Ministarstva kulture Republike Hrvatske. U dvama je mandatima obnašala dužnost predsjednice Upravnog vijeća Hrvatskog muzeja naivne umjetnosti u Zagrebu, a sada je članica toga Vijeća.